# 델타카로틴
델타카로틴(δ-Carotene)은 한쪽 끝에 엡실론 고리가 있고 다른 하나는 고리 형태의 ψ(psi)로 표시되는 카로틴의 한 형태이다. 리코펜과 알파카로틴(베타카로틴, 엡실론카로틴) 사이의 일부 광합성 식물에서 중간 합성 산물이다. 델타카로틴은 지용성이다. 델타카로틴은 베타 이오논 고리 대신 알파 이오논 고리를 함유하는데,  이 전환은 고리 구조에서 이중 결합의 위치를 이동시키는 유전자 Del에 의해 수행된다. Del 유전자의 존재하에 델타카로틴 형성은 고온에 민감하다.